# آدم شامبرلين
آدم شامبرلين (بالإنجليزية: Adam Chamberlain)‏ هو كاتب بريطاني، ولد في 7 يناير 1972.